# Deutschland 83
Deutschland 83 és una sèrie de televisió alemanya de vuit episodis protagonitzada per Jonas Nay protagonitza a un jove de 24 anys, nascut a l'Alemanya Oriental, que el 1983 és enviat a Occident com un espia encobert de la Stasi. Es tracta d'una coproducció entre AMC Networks Television SundanceTV i RTL per la companyia de producció, UFA amb la distribució internacional del grup RTL FremantleMedia International i la distribució a Amèrica del Nord per Kino Lorber. La sèrie es va estrenar el 17 de juny de 2015, al Sundance Channel dels Estats Units, essent la primera sèrie en alemany estrenada en un canal dels Estats Units. L'emissió es va fer en versió original en alemany, amb subtítols en anglès. Posteriorment es va emetre a Alemanya a partir de novembre de 2015, i més tard al Regne Unit al canal 4 a partir de gener de 2016 i a Espanya a través de la plataforma Movistar Plus.
Una segona temporada, titulada Deutschland 86 és una possibilitat encara no descartada pels productors. Wolf Bauer, cap de la productora UFA, va assegurar que una segona temporada podria veure la llum, tot i que la sèrie no va tenir una gran audiència al país teutó. Deutschland 86 s'establiria el 1986, tres anys després de la sèrie original.

## Producció
La sèrie fou creada per la novel·lista estatunidenca Anna Winger i el productor televisiu alemany Joerg Winger. La mateixa fou produïda per Joerg Winger, Nico Hoffman, i Henriette Lippold. Anna Winger assegura que per escriure-la va fer una extensa investigació amb experts, que estaven a banda i banda d'Alemanya. L'historiador Klaas Voss de l'Hamburg Institute for Social Research fou molt important en el subministrament d'informació històrica. Jonas Nay, l'actor que interpreta Martin, va assegurar que va rebre assistència tècnica de l'assessor militar de l'OTAN Steffen Meier.
La sèrie fou rodada al voltant de Berlín. Un suburbi a l'est de Berlín fou l'escenari per encarnar l'Alemanya de l'Est. Per a les escenes en què es requeria la seu de la Stasi (en alemany, el Ministerium für Staatssicherheit), la producció fou capaç d'usar el Museu de la Stasi, el qual es troba en el lloc on originàriament estava.

## Llista de capítols
- Quantum Jump
- Brave Guy
- Atlantic Lion
- Northern Wedding
- Cold Fire
- Brandy Station
- Bold Guard
- Able Archer

## Repartiment
- Jonas Nay com Martin Rauch / Moritz Stamm
- Maria Schrader as Lenora Rauch,[16] la tia de Martin i membre de l'Stasi que opera a Bonn
- Ulrich Noethen com el general Wolfgang Edel, Cap de Martin i general de l'OTAN encarregat d'instal·lar els míssils Pershing II. És fill d'un alt comandament nazi.
- Sylvester Groth com a Walter Schweppenstette, Cap de la missió de la RDA a Bonn.
- Sonja Gerhardt com a Annett Schneider, la parella de Martin a Kleinmachnow, Alemanya de l'est.[17]
- Ludwig Trepte com el soldat Alex Edel, fill de Wolfgang Edel i company de Martin.
- Alexander Beyer comTobias Tischbier, professor de la Universitat de Bonn i infiltrat de la Stasi, ajuda a Martin per preparar-se per la missió i li fa d'enllaç.
- Lisa Tomaschewsky com a Yvonne Edel, filla de Wolfang Edel i membre de la secta Bhagwan Shree Rajneesh.
- Carina Wiese com a Ingrid Rauch, mare de Martin que viu Kleinmachnow.